# Billie Jean King Cup Finals 2024
Les Billie Jean King Cup Finals 2024 corresponen al nivell més alt de la Billie Jean King Cup 2024. La competició es va disputar a Màlaga (Espanya) entre el 13 i el 20 de novembre de 2024.
L'equip italià va guanyar el títol per cinquena ocasió en el seu palmarès.

## Equips
Els dotze equips nacionals que van participar en l'esdeveniment es van classificar segons: els dos finalistes de l'edició anterior, el país organitzador, els vuit guanyadors de la fase de classificació i un més convidat.
| Alemanya    | Austràlia    | Canadà (G) | Eslovàquia  |
| Espanya (A) | Estats Units | Itàlia (F) | Japó        |
| Polònia     | Regne Unit   | Romania    | Txèquia (C) |

### Caps de sèrie
1. Canadà
2. Txèquia
3. Itàlia
4. Austràlia

### Participants
| Alemanya                 | Alemanya | Alemanya |
| ------------------------ | -------- | -------- |
| Capità: Rainer Schüttler |          |          |
| Jugador                  | RI       | RD       |
| Laura Siegemund          | 84       | 21       |
| Jule Niemeier            | 92       | 562      |
| Tatjana Maria            | 101      | 1040     |
| Eva Lys                  | 130      | –        |
| A-L. Friedsam            | 440      | 245      |

| Austràlia                 | Austràlia | Austràlia |
| ------------------------- | --------- | --------- |
| Capitana: Samantha Stosur |           |           |
| Jugador                   | RI        | RD        |
| Ajla Tomljanović          | 85        | 444       |
| Olivia Gadecki            | 890       | 102       |
| Kimberly Birrell          | 115       | 204       |
| Daria Saville             | 120       | 229       |
| Ellen Perez               | –         | 13        |

| Canadà                    | Canadà | Canadà |
| ------------------------- | ------ | ------ |
| Capitana: Heidi El Tabakh |        |        |
| Jugador                   | RI     | RD     |
| Leylah Fernandez          | 31     | 32     |
| Rebecca Marino            | 103    | 210    |
| Marina Stakusic           | 127    | 559    |
| G. Dabrowski              | –      | 3      |

| Eslovàquia           | Eslovàquia | Eslovàquia |
| -------------------- | ---------- | ---------- |
| Capità: Matej Lipták |            |            |
| Jugador              | RI         | RD         |
| Rebecca Šramková     | 43         | –          |
| A.K. Schmiedlová     | 110        | 1053       |
| V. Hrunčáková        | 241        | 159        |
| Renáta Jamrichová    | 375        | –          |
| Tereza Mihalíková    | –          | 42         |

| Espanya                       | Espanya | Espanya |
| ----------------------------- | ------- | ------- |
| Capitana: A. Medina Garrigues |         |         |
| Jugador                       | RI      | RD      |
| Paula Badosa                  | 12      | 179     |
| J. Bouzas Maneiro             | 55      | 1447    |
| N. Párrizas Díaz              | 98      | 1138    |
| S. Sorribes Tormo             | 106     | 46      |
| M. Bassols Ribera             | 155     | 953     |

| Estats Units                | Estats Units | Estats Units |
| --------------------------- | ------------ | ------------ |
| Capitana: Lindsay Davenport |              |              |
| Jugador                     | RI           | RD           |
| Danielle Collins            | 11           | 527          |
| Peyton Stearns              | 48           | 120          |
| Ashlyn Krueger              | 65           | 71           |
| Taylor Townsend             | 69           | 5            |
| Caroline Dolehide           | 82           | 14           |

| Itàlia                    | Itàlia | Itàlia |
| ------------------------- | ------ | ------ |
| Capitana: Tathiana Garbin |        |        |
| Jugador                   | RI     | RD     |
| Jasmine Paolini           | 4      | 10     |
| E. Cocciaretto            | 54     | 132    |
| Lucia Bronzetti           | 78     | 278    |
| Sara Errani               | 105    | 8      |
| Martina Trevisan          | 126    | 338    |

| Japó                  | Japó | Japó |
| --------------------- | ---- | ---- |
| Capitana: Ai Sugiyama |      |      |
| Jugador               | RI   | RD   |
| Moyuka Uchijima       | 56   | 114  |
| Ena Shibahara         | 135  | 41   |
| Nao Hibino            | 152  | 122  |
| Eri Hozumi            | –    | 45   |
| Shuko Aoyama          | –    | 47   |

| Polònia            | Polònia | Polònia |
| ------------------ | ------- | ------- |
| Capità: Dawid Celt |         |         |
| Jugador            | RI      | RD      |
| Iga Świątek        | 2       | –       |
| Magdalena Fręch    | 25      | 613     |
| Magda Linette      | 38      | 75      |
| Maja Chwalińska    | 165     | 183     |
| Katarzyna Kawa     | 258     | 93      |

| Regne Unit                | Regne Unit | Regne Unit |
| ------------------------- | ---------- | ---------- |
| Capitana: Anne Keothavong |            |            |
| Jugador                   | RI         | RD         |
| Katie Boulter             | 24         | 289        |
| Emma Raducanu             | 58         | –          |
| Harriet Dart              | 88         | 61         |
| Heather Watson            | 140        | 57         |
| Olivia Nicholls           | –          | 39         |

| Romania             | Romania | Romania |
| ------------------- | ------- | ------- |
| Capità: Horia Tecău |         |         |
| Jugador             | RI      | RD      |
| Jaqueline Cristian  | 73      | 219     |
| Anca Todoni         | 113     | 295     |
| Ana Bogdan          | 116     | 405     |
| E-G. Ruse           | 128     | 62      |
| Monica Niculescu    | –       | 33      |

| Txèquia            | Txèquia | Txèquia |
| ------------------ | ------- | ------- |
| Capità: Petr Pála  |         |         |
| Jugador            | RI      | RD      |
| Linda Nosková      | 26      | 65      |
| Marie Bouzková     | 45      | 49      |
| Kateřina Siniaková | 46      | 1       |
| Sára Bejlek        | 142     | –       |
| Dominika Šalková   | 164     | 281     |

- Rànquings a 11 de novembre de 2024.

## Quadre
|  | Primera ronda  | Primera ronda  | Primera ronda  |   |         | Quarts de final | Quarts de final | Quarts de final |   |  | Semifinals | Semifinals     | Semifinals |  |  | Final      | Final | Final |
|  |                |                |                |   |         |                 |                 |                 |   |  |            |                |            |  |  |            |       |       |
|  |                |                |                |   |         |                 |                 |                 |   |  |            |                |            |  |  |            |       |       |
|  | 1              | Canadà         |                |   |         |                 |                 |                 |   |  |            |                |            |  |  |            |       |       |
|  | 1              | Canadà         | 17 de novembre |   |         |                 |                 |                 |   |  |            |                |            |  |  |            |       |       |
|  |                | −              |                |   |         |                 |                 |                 |   |  |            |                |            |  |  |            |       |       |
|  |                | 1              | Canadà         | 0 |         |                 |                 |                 |   |  |            |                |            |  |  |            |       |       |
|  | 15 de novembre | 1              | Canadà         | 0 |         |                 |                 |                 |   |  |            |                |            |  |  |            |       |       |
|  |                |                | Regne Unit     | 2 |         |                 |                 |                 |   |  |            |                |            |  |  |            |       |       |
|  |                | Alemanya       | Regne Unit     | 2 | 0       |                 |                 |                 |   |  |            |                |            |  |  |            |       |       |
|  |                | Alemanya       |                |   | 0       |                 | 19 de novembre  |                 |   |  |            |                |            |  |  |            |       |       |
|  |                | Regne Unit     | 2              |   |         |                 |                 |                 |   |  |            |                |            |  |  |            |       |       |
|  |                |                |                |   |         |                 |                 | Regne Unit      | 1 |  |            |                |            |  |  |            |       |       |
|  |                |                |                |   |         |                 |                 |                 | 1 |  |            |                |            |  |  |            |       |       |
|  |                |                | Eslovàquia     | 2 |         |                 |                 |                 |   |  |            |                |            |  |  |            |       |       |
|  | 4              | Austràlia      | Eslovàquia     | 2 |         |                 |                 |                 |   |  |            |                |            |  |  |            |       |       |
|  | 4              | Austràlia      | 17 de novembre |   |         |                 |                 |                 |   |  |            |                |            |  |  |            |       |       |
|  |                | −              |                |   |         |                 |                 |                 |   |  |            |                |            |  |  |            |       |       |
|  |                | 4              | Austràlia      | 0 |         |                 |                 |                 |   |  |            |                |            |  |  |            |       |       |
|  | 14 de novembre | 4              | Austràlia      | 0 |         |                 |                 |                 |   |  |            |                |            |  |  |            |       |       |
|  |                |                | Eslovàquia     | 2 |         |                 |                 |                 |   |  |            |                |            |  |  |            |       |       |
|  |                | Eslovàquia     | Eslovàquia     | 2 | 2       |                 |                 |                 |   |  |            |                |            |  |  |            |       |       |
|  |                | Eslovàquia     |                |   | 2       |                 |                 |                 |   |  |            | 20 de novembre |            |  |  |            |       |       |
|  |                | Estats Units   | 1              |   |         |                 |                 |                 |   |  |            |                |            |  |  |            |       |       |
|  |                |                |                |   |         |                 |                 |                 |   |  |            |                |            |  |  |            |       |       |
|  |                |                |                |   |         |                 |                 |                 |   |  |            |                |            |  |  | Eslovàquia | 0     |       |
|  |                |                |                |   |         |                 |                 |                 |   |  |            |                |            |  |  | Eslovàquia | 0     |       |
|  |                | 3              | Itàlia         | 2 |         |                 |                 |                 |   |  |            |                |            |  |  |            |       |       |
|  | 2              | 3              | Itàlia         | 2 | Txèquia |                 |                 |                 |   |  |            |                |            |  |  |            |       |       |
|  | 2              | 16 de novembre |                |   | Txèquia |                 |                 |                 |   |  |            |                |            |  |  |            |       |       |
|  |                | −              |                |   |         |                 |                 |                 |   |  |            |                |            |  |  |            |       |       |
|  |                | 2              | Txèquia        | 1 |         |                 |                 |                 |   |  |            |                |            |  |  |            |       |       |
|  | 15 de novembre | 2              | Txèquia        | 1 |         |                 |                 |                 |   |  |            |                |            |  |  |            |       |       |
|  |                |                | Polònia        | 2 |         |                 |                 |                 |   |  |            |                |            |  |  |            |       |       |
|  |                | Espanya        | Polònia        | 2 | 0       |                 |                 |                 |   |  |            |                |            |  |  |            |       |       |
|  |                | Espanya        |                |   | 0       |                 | 18 de novembre  |                 |   |  |            |                |            |  |  |            |       |       |
|  |                | Polònia        | 2              |   |         |                 |                 |                 |   |  |            |                |            |  |  |            |       |       |
|  |                |                |                |   |         |                 |                 | Polònia         | 1 |  |            |                |            |  |  |            |       |       |
|  |                |                |                |   |         |                 |                 |                 | 1 |  |            |                |            |  |  |            |       |       |
|  |                | 3              | Itàlia         | 2 |         |                 |                 |                 |   |  |            |                |            |  |  |            |       |       |
|  | 3              | 3              | Itàlia         | 2 | Itàlia  |                 |                 |                 |   |  |            |                |            |  |  |            |       |       |
|  | 3              | 16 de novembre |                |   | Itàlia  |                 |                 |                 |   |  |            |                |            |  |  |            |       |       |
|  |                | −              |                |   |         |                 |                 |                 |   |  |            |                |            |  |  |            |       |       |
|  |                | 3              | Itàlia         | 2 |         |                 |                 |                 |   |  |            |                |            |  |  |            |       |       |
|  | 14 de novembre | 3              | Itàlia         | 2 |         |                 |                 |                 |   |  |            |                |            |  |  |            |       |       |
|  |                |                | Japó           | 1 |         |                 |                 |                 |   |  |            |                |            |  |  |            |       |       |
|  |                | Japó           | Japó           | 1 | 2       |                 |                 |                 |   |  |            |                |            |  |  |            |       |       |
|  |                | Japó           |                |   | 2       |                 |                 |                 |   |  |            |                |            |  |  |            |       |       |
|  |                | Romania        | 1              |   |         |                 |                 |                 |   |  |            |                |            |  |  |            |       |       |

## Resultats

### Primera ronda

#### Alemanya vs. Regne Unit
| · Alemanya · 0 | Martín Carpena, Màlaga, Espanya 15 de novembre de 2024 Dura interior | Martín Carpena, Màlaga, Espanya 15 de novembre de 2024 Dura interior | · Regne Unit · 2 |     |   |             |
| \| \| [3] \| \| 1 \| 2 \| 3 \| \| \| - \| --------------------- \| ------------------------------------------------------------------- \| --- \| --- \| - \| ----------- \| \| 1 \| Alemanya · Regne Unit \| Jule Niemeier Emma Raducanu \| 4 6 \| 4 6 \| \| \| \| 2 \| Alemanya · Regne Unit \| Laura Siegemund Katie Boulter \| 1 6 \| 2 6 \| \| \| \| 3 \| Alemanya · Regne Unit \| Anna-Lena Friedsam / Tatjana Maria Olivia Nicholls / Heather Watson \| \| \| \| no disputat \| |                                                                      |                                                                      |                  |     |   |             |
| | [ 3 ]                                                                |                                                                      | 1                | 2   | 3 |             |
| 1 | Alemanya · Regne Unit                                                | Jule Niemeier Emma Raducanu                                          | 4 6              | 4 6 |   |             |
| 2 | Alemanya · Regne Unit                                                | Laura Siegemund Katie Boulter                                        | 1 6              | 2 6 |   |             |
| 3 | Alemanya · Regne Unit                                                | Anna-Lena Friedsam / Tatjana Maria Olivia Nicholls / Heather Watson  |                  |     |   | no disputat |

#### Eslovàquia vs. Estats Units
| · Eslovàquia · 2 | Martín Carpena, Màlaga, Espanya 14 de novembre de 2024 Dura interior | Martín Carpena, Màlaga, Espanya 14 de novembre de 2024 Dura interior     | · Estats Units · 1 |     |          |  |
| \| \| [4] \| \| 1 \| 2 \| 3 \| \| \| - \| ------------------------- \| ------------------------------------------------------------------------ \| --- \| --- \| -------- \| \| \| 1 \| Eslovàquia · Estats Units \| Renáta Jamrichová Taylor Townsend \| 5 7 \| 4 6 \| \| \| \| 2 \| Eslovàquia · Estats Units \| Rebecca Šramková Danielle Collins \| 6 2 \| 7 5 \| \| \| \| 3 \| Eslovàquia · Estats Units \| Viktória Hrunčáková / Tereza Mihalíková Ashlyn Krueger / Taylor Townsend \| 6 3 \| 3 6 \| [10] [8] \| \| |                                                                      |                                                                          |                    |     |          |  |
| | [ 4 ]                                                                |                                                                          | 1                  | 2   | 3        |  |
| 1 | Eslovàquia · Estats Units                                            | Renáta Jamrichová Taylor Townsend                                        | 5 7                | 4 6 |          |  |
| 2 | Eslovàquia · Estats Units                                            | Rebecca Šramková Danielle Collins                                        | 6 2                | 7 5 |          |  |
| 3 | Eslovàquia · Estats Units                                            | Viktória Hrunčáková / Tereza Mihalíková Ashlyn Krueger / Taylor Townsend | 6 3                | 3 6 | [10] [8] |  |

#### Espanya vs. Polònia
| · Espanya · 0 | Martín Carpena, Màlaga, Espanya 15 de novembre de 2024 Dura interior | Martín Carpena, Màlaga, Espanya 15 de novembre de 2024 Dura interior            | · Polònia · 2 |      |     |             |
| \| \| [5] \| \| 1 \| 2 \| 3 \| \| \| - \| ----------------- \| ------------------------------------------------------------------------------- \| --- \| ---- \| --- \| ----------- \| \| 1 \| Espanya · Polònia \| Sara Sorribes Tormo Magda Linette \| 6 7 \| 6 2 \| 4 6 \| \| \| 2 \| Espanya · Polònia \| Paula Badosa Iga Świątek \| 3 6 \| 7 65 \| 1 6 \| \| \| 3 \| Espanya · Polònia \| Marina Bassols Ribera / Jéssica Bouzas Maneiro Magdalena Fręch / Katarzyna Kawa \| \| \| \| no disputat \| |                                                                      |                                                                                 |               |      |     |             |
| | [ 5 ]                                                                |                                                                                 | 1             | 2    | 3   |             |
| 1 | Espanya · Polònia                                                    | Sara Sorribes Tormo Magda Linette                                               | 6 7           | 6 2  | 4 6 |             |
| 2 | Espanya · Polònia                                                    | Paula Badosa Iga Świątek                                                        | 3 6           | 7 65 | 1 6 |             |
| 3 | Espanya · Polònia                                                    | Marina Bassols Ribera / Jéssica Bouzas Maneiro Magdalena Fręch / Katarzyna Kawa |               |      |     | no disputat |

#### Japó vs. Romania
| · Japó · 2 | Martín Carpena, Màlaga, Espanya 14 de novembre de 2024 Dura interior | Martín Carpena, Màlaga, Espanya 14 de novembre de 2024 Dura interior | · Romania · 1 |      |   |  |
| \| \| [6] \| \| 1 \| 2 \| 3 \| \| \| - \| -------------- \| ---------------------------------------------------------------- \| --- \| ---- \| - \| \| \| 1 \| Japó · Romania \| Nao Hibino Ana Bogdan \| 2 6 \| 4 6 \| \| \| \| 2 \| Japó · Romania \| Ena Shibahara Jaqueline Cristian \| 6 4 \| 7 62 \| \| \| \| 3 \| Japó · Romania \| Shuko Aoyama / Eri Hozumi Monica Niculescu / Elena-Gabriela Ruse \| 6 1 \| 7 5 \| \| \| |                                                                      |                                                                      |               |      |   |  |
| | [ 6 ]                                                                |                                                                      | 1             | 2    | 3 |  |
| 1 | Japó · Romania                                                       | Nao Hibino Ana Bogdan                                                | 2 6           | 4 6  |   |  |
| 2 | Japó · Romania                                                       | Ena Shibahara Jaqueline Cristian                                     | 6 4           | 7 62 |   |  |
| 3 | Japó · Romania                                                       | Shuko Aoyama / Eri Hozumi Monica Niculescu / Elena-Gabriela Ruse     | 6 1           | 7 5  |   |  |

### Quarts de final

#### Canadà vs. Regne Unit
| · Canadà · 0 | Martín Carpena, Màlaga, Espanya 17 de novembre de 2024 Dura interior | Martín Carpena, Màlaga, Espanya 17 de novembre de 2024 Dura interior   | · Regne Unit · 2 |     |   |             |
| \| \| [7] \| \| 1 \| 2 \| 3 \| \| \| - \| ------------------- \| ---------------------------------------------------------------------- \| --- \| --- \| - \| ----------- \| \| 1 \| Canadà · Regne Unit \| Rebecca Marino Emma Raducanu \| 0 6 \| 5 6 \| \| \| \| 2 \| Canadà · Regne Unit \| Leylah Fernandez Katie Boulter \| 2 6 \| 4 6 \| \| \| \| 3 \| Canadà · Regne Unit \| Gabriela Dabrowski / Leylah Fernandez Olivia Nicholls / Heather Watson \| \| \| \| no disputat \| |                                                                      |                                                                        |                  |     |   |             |
| | [ 7 ]                                                                |                                                                        | 1                | 2   | 3 |             |
| 1 | Canadà · Regne Unit                                                  | Rebecca Marino Emma Raducanu                                           | 0 6              | 5 6 |   |             |
| 2 | Canadà · Regne Unit                                                  | Leylah Fernandez Katie Boulter                                         | 2 6              | 4 6 |   |             |
| 3 | Canadà · Regne Unit                                                  | Gabriela Dabrowski / Leylah Fernandez Olivia Nicholls / Heather Watson |                  |     |   | no disputat |

#### Austràlia vs. Eslovàquia
| · Austràlia · 0 | Martín Carpena, Màlaga, Espanya 17 de novembre de 2024 Dura interior | Martín Carpena, Màlaga, Espanya 17 de novembre de 2024 Dura interior | · Eslovàquia · 2 |      |     |             |
| \| \| [8] \| \| 1 \| 2 \| 3 \| \| \| - \| ---------------------- \| ------------------------------------------------------------------- \| --- \| ---- \| --- \| ----------- \| \| 1 \| Austràlia · Eslovàquia \| Kimberly Birrell Viktória Hrunčáková \| 5 7 \| 7 64 \| 3 6 \| \| \| 2 \| Austràlia · Eslovàquia \| Ajla Tomljanović Rebecca Šramková \| 1 6 \| 2 6 \| \| \| \| 3 \| Austràlia · Eslovàquia \| Ellen Perez / Daria Saville Viktória Hrunčáková / Tereza Mihalíková \| \| \| \| no disputat \| |                                                                      |                                                                      |                  |      |     |             |
| | [ 8 ]                                                                |                                                                      | 1                | 2    | 3   |             |
| 1 | Austràlia · Eslovàquia                                               | Kimberly Birrell Viktória Hrunčáková                                 | 5 7              | 7 64 | 3 6 |             |
| 2 | Austràlia · Eslovàquia                                               | Ajla Tomljanović Rebecca Šramková                                    | 1 6              | 2 6  |     |             |
| 3 | Austràlia · Eslovàquia                                               | Ellen Perez / Daria Saville Viktória Hrunčáková / Tereza Mihalíková  |                  |      |     | no disputat |

#### Txèquia vs. Polònia
| · Txèquia · 1 | Martín Carpena, Màlaga, Espanya 16 de novembre de 2024 Dura interior | Martín Carpena, Màlaga, Espanya 16 de novembre de 2024 Dura interior | · Polònia · 2 |     |     |  |
| \| \| [9] \| \| 1 \| 2 \| 3 \| \| \| - \| ----------------- \| ---------------------------------------------------------------- \| ---- \| --- \| --- \| \| \| 1 \| Txèquia · Polònia \| Marie Bouzková Magdalena Fręch \| 6 1 \| 4 6 \| 6 4 \| \| \| 2 \| Txèquia · Polònia \| Linda Nosková Iga Świątek \| 64 7 \| 6 4 \| 5 7 \| \| \| 3 \| Txèquia · Polònia \| Marie Bouzková / Kateřina Siniaková Katarzyna Kawa / Iga Świątek \| 2 6 \| 4 6 \| \| \| |                                                                      |                                                                      |               |     |     |  |
| | [ 9 ]                                                                |                                                                      | 1             | 2   | 3   |  |
| 1 | Txèquia · Polònia                                                    | Marie Bouzková Magdalena Fręch                                       | 6 1           | 4 6 | 6 4 |  |
| 2 | Txèquia · Polònia                                                    | Linda Nosková Iga Świątek                                            | 64 7          | 6 4 | 5 7 |  |
| 3 | Txèquia · Polònia                                                    | Marie Bouzková / Kateřina Siniaková Katarzyna Kawa / Iga Świątek     | 2 6           | 4 6 |     |  |

#### Itàlia vs. Japó
| · Itàlia · 2 | Martín Carpena, Màlaga, Espanya 16 de novembre de 2024 Dura interior | Martín Carpena, Màlaga, Espanya 16 de novembre de 2024 Dura interior | · Japó · 1 |     |     |  |
| \| \| [10] \| \| 1 \| 2 \| 3 \| \| \| - \| ------------- \| ------------------------------------------------------- \| --- \| --- \| --- \| \| \| 1 \| Itàlia · Japó \| Elisabetta Cocciaretto Ena Shibahara \| 6 3 \| 4 6 \| 4 6 \| \| \| 2 \| Itàlia · Japó \| Jasmine Paolini Moyuka Uchijima \| 6 3 \| 6 4 \| \| \| \| 3 \| Itàlia · Japó \| Sara Errani / Jasmine Paolini Shuko Aoyama / Eri Hozumi \| 6 3 \| 6 4 \| \| \| |                                                                      |                                                                      |            |     |     |  |
| | [ 10 ]                                                               |                                                                      | 1          | 2   | 3   |  |
| 1 | Itàlia · Japó                                                        | Elisabetta Cocciaretto Ena Shibahara                                 | 6 3        | 4 6 | 4 6 |  |
| 2 | Itàlia · Japó                                                        | Jasmine Paolini Moyuka Uchijima                                      | 6 3        | 6 4 |     |  |
| 3 | Itàlia · Japó                                                        | Sara Errani / Jasmine Paolini Shuko Aoyama / Eri Hozumi              | 6 3        | 6 4 |     |  |

### Semifinals

#### Regne Unit vs. Eslovàquia
| · Regne Unit · 1 | Martín Carpena, Màlaga, Espanya 19 de novembre de 2024 Dura interior | Martín Carpena, Màlaga, Espanya 19 de novembre de 2024 Dura interior     | · Eslovàquia · 2 |     |     |  |
| \| \| [11] \| \| 1 \| 2 \| 3 \| \| \| - \| ----------------------- \| ------------------------------------------------------------------------ \| --- \| --- \| --- \| \| \| 1 \| Regne Unit · Eslovàquia \| Emma Raducanu Viktória Hrunčáková \| 6 4 \| 6 4 \| \| \| \| 2 \| Regne Unit · Eslovàquia \| Katie Boulter Rebecca Šramková \| 6 2 \| 4 6 \| 4 6 \| \| \| 3 \| Regne Unit · Eslovàquia \| Olivia Nicholls / Heather Watson Viktória Hrunčáková / Tereza Mihalíková \| 2 6 \| 2 6 \| \| \| |                                                                      |                                                                          |                  |     |     |  |
| | [ 11 ]                                                               |                                                                          | 1                | 2   | 3   |  |
| 1 | Regne Unit · Eslovàquia                                              | Emma Raducanu Viktória Hrunčáková                                        | 6 4              | 6 4 |     |  |
| 2 | Regne Unit · Eslovàquia                                              | Katie Boulter Rebecca Šramková                                           | 6 2              | 4 6 | 4 6 |  |
| 3 | Regne Unit · Eslovàquia                                              | Olivia Nicholls / Heather Watson Viktória Hrunčáková / Tereza Mihalíková | 2 6              | 2 6 |     |  |

#### Polònia vs. Itàlia
| · Polònia · 1 | Martín Carpena, Màlaga, Espanya 18 de novembre de 2024 Dura interior | Martín Carpena, Màlaga, Espanya 18 de novembre de 2024 Dura interior | · Itàlia · 2 |      |     |  |
| \| \| [12] \| \| 1 \| 2 \| 3 \| \| \| - \| ---------------- \| ---------------------------------------------------------- \| --- \| ---- \| --- \| \| \| 1 \| Polònia · Itàlia \| Magda Linette Lucia Bronzetti \| 4 6 \| 63 7 \| \| \| \| 2 \| Polònia · Itàlia \| Iga Świątek Jasmine Paolini \| 3 6 \| 6 4 \| 6 4 \| \| \| 3 \| Polònia · Itàlia \| Katarzyna Kawa / Iga Świątek Sara Errani / Jasmine Paolini \| 5 7 \| 5 7 \| \| \| |                                                                      |                                                                      |              |      |     |  |
| | [ 12 ]                                                               |                                                                      | 1            | 2    | 3   |  |
| 1 | Polònia · Itàlia                                                     | Magda Linette Lucia Bronzetti                                        | 4 6          | 63 7 |     |  |
| 2 | Polònia · Itàlia                                                     | Iga Świątek Jasmine Paolini                                          | 3 6          | 6 4  | 6 4 |  |
| 3 | Polònia · Itàlia                                                     | Katarzyna Kawa / Iga Świątek Sara Errani / Jasmine Paolini           | 5 7          | 5 7  |     |  |

### Final
| · Eslovàquia · 0 | Martín Carpena, Màlaga, Espanya 20 de novembre de 2024 Dura interior | Martín Carpena, Màlaga, Espanya 20 de novembre de 2024 Dura interior  | · Itàlia · 2 |     |   |             |
| \| \| [13] \| \| 1 \| 2 \| 3 \| \| \| - \| ------------------- \| --------------------------------------------------------------------- \| --- \| --- \| - \| ----------- \| \| 1 \| Eslovàquia · Itàlia \| Viktória Hrunčáková Lucia Bronzetti \| 2 6 \| 4 6 \| \| \| \| 2 \| Eslovàquia · Itàlia \| Rebecca Šramková Jasmine Paolini \| 2 6 \| 1 6 \| \| \| \| 3 \| Eslovàquia · Itàlia \| Viktória Hrunčáková / Tereza Mihalíková Sara Errani / Jasmine Paolini \| \| \| \| no disputat \| |                                                                      |                                                                       |              |     |   |             |
| | [ 13 ]                                                               |                                                                       | 1            | 2   | 3 |             |
| 1 | Eslovàquia · Itàlia                                                  | Viktória Hrunčáková Lucia Bronzetti                                   | 2 6          | 4 6 |   |             |
| 2 | Eslovàquia · Itàlia                                                  | Rebecca Šramková Jasmine Paolini                                      | 2 6          | 1 6 |   |             |
| 3 | Eslovàquia · Itàlia                                                  | Viktória Hrunčáková / Tereza Mihalíková Sara Errani / Jasmine Paolini |              |     |   | no disputat |